# 实包勿
实包勿镇 是马来西亚砂拉越民都鲁省的一个小镇，同时也是实包勿副县的县城。达岛镇就座落在格盟纳河（Sungai Kemena）河畔。
伊班族是镇上最多人口的族群，多数是农民，耕种稻谷，胡椒及收集森林土产。华人则都是从事木材业及在镇上经商。在每年一月至四月，伊班居民丰收时期，所以是镇里最繁忙的月份。但在達雅族的丰收节（每年六月）后，农民就会开始为新的一年进行农耕播种，小镇也就逐渐平静下来。

## 交通
游客可以通过陆路或水路到达实包勿镇。居民可以使用快艇来往实包勿镇与民都鲁镇，行程约1小时。

而如果使用陆路交通前往实包勿镇则有两个路线，可以在美民公路（民都鲁镇-美里镇）十八哩的道路交界处转入一条长43公里直通实包勿镇的小路。另一个连接实包勿镇和民都鲁镇的道路则是乌鲁实包勿路（Ulu Sebauh），长15公里。但该路只抵实包勿镇对岸地区，无法直接到达小镇，必须乘船过河。

## 特色
实包勿镇上有一座建在一个內陸淡水小島上的拿督公庙。该庙四面环水，庙里供奉的是一位回教徒拿督公，普遍视为當地的土地公，所以信从不应许以猪肉作为祭品。拿督公庙建于1937年，沿至如今已有超过半个世纪的历史。由于只是以木材建造而失修以久，所以镇民协力新建新庙，于1971年1月10日竣工。